# Khulna (distrito)
Khulna é um distrito localizado na divisão de Khulna, em Bangladexe.
Possui uma área de 4394.45 km² e é limitado a norte pelos distritos de Jessore e Narail, no sul pela baía de Bengala, no leste pelos distritos de Bagerhat, e no oeste pelo distrito de Satkhira.